# Stanisław Bielawny
Stanisław Bielawny (ur. 18 października 1908, zm. 4 marca 1991) – polski działacz partyjny i państwowy, w latach 1949–1952 prezydent i przewodniczący Prezydium Miejskiej Rady Narodowej w Piły.

## Życiorys
Pochodził z miasta Zduny. Działacz Polskiej Zjednoczonej Partii Robotniczej. W maju 1949 objął stanowisko prezydenta Piły, w kolejnym roku przekształcone w funkcję przewodniczącego prezydium Miejskiej Rady Narodowej. W lutym 1952 złożył rezygnację ze stanowiska, zastąpił go Bernard Maćkowiak. Wchodził w skład Miejskiego Komitetu Obrońców Pokoju i Miejskiej Komisji Wyborczej (przed wyborami do rad narodowych z 1954).
Pochowany na cmentarzu w Zdunach.